# Parafia Najświętszego Serca Pana Jezusa w Kunicach
Parafia pw. Najświętszego Serca Pana Jezusa w Kunicach – parafia rzymskokatolicka w dekanacie prochowickim w diecezji legnickiej.  Jej proboszczem jest ks. Andrzej Białek. Kościół parafialny mieści się przy ulicy Gwarnej w Kunicach.